# حبیب بانک آگ زوریخ
حبیب بانک آگ زوریخ (انگلیسی: Habib Bank AG Zurich) شرکت خدمات مالی و بانکداری پاکستانی سوئیسی است، که در سال ۱۹۶۷ تأسیس شد.